# 近衛歩兵第5連隊
近衛歩兵第5連隊（このえほへいだい5れんたい、近衛歩兵第五聯隊）は、大日本帝国陸軍の連隊のひとつ。

## 沿革
- 1939年（昭和14年）

8月1日 - 東京府東京市麻布区麻布龍土町（現・港区六本木）の旧歩兵第3連隊兵営で編制完結。
10月25日 - 軍旗拝受
- 1940年（昭和15年）12月4日 - 動員下令
- 1941年（昭和16年）

1月16日 - 広東省中山県唐家に上陸
8月初旬 - 雷州作戦ののち、南部仏印
12月 - タイ王国に進出
- 1942年（昭和17年）

1月8日 - マレー国境突破
2月25日 - シンガポールの戦いに参加
3月 - スマトラ島平定作戦に参加
- 1943年（昭和18年）8月 - 近衛師団から近衛第2師団に所属変更
- 1944年（昭和19年）1月 - 編成改正完了し海上機動旅団と同様の大規模部隊となる
- 1945年（昭和20年）

8月15日 - 終戦
9月22日 - 軍旗奉焼

## 歴代連隊長
| 代 | 氏名     | 在任期間    | 備考 |
| -- | -------- | ----------- | ---- |
| 1  | 永沢三郎 | 1939.8.1 -  |      |
| 2  | 岩畔豪雄 | 1941.8.10 - |      |
| 末 | 沢村駿甫 | 1942.2.3 -  |      |